# Кетрін Купер
Кетрін Купер (англ. Catharine Cooper; нар. 3 грудня 1999) — панамська плавчиня. Учасниця Чемпіонату світу з водних видів спорту 2017, де в попередніх запливах на дистанції 100 метрів вільним стилем посіла 54-те місце і не потрапила до півфіналів.